# Ókapela
Ókapela (horvátul: Stara Kapela) falu Horvátországban, Bród-Szávamente megyében. Közigazgatásilag Újkapelához tartozik.

## Fekvése
Bródtól légvonalban 26, közúton 39 km-re északnyugatra, Pozsegától   légvonalban 10, közúton 19 km-re délre, községközpontjától légvonalban 3, közúton 7 km-re északkeletre, Nyugat-Szlavóniában, a Pozsegai-hegység déli lejtőin fekszik.

## Története
Ősi települést sejttető neve ellenére a középkori forrásokban nem említik. Az 1735-ös plébániai anyakönyvben „antiqua Capela”, majd 1741 „Capela vetera” néven tűnik fel.
Az 1758-as vizitációban Szent Márk kápolnáját említik. 1760-ban a falut 13 házzal, 30 családdal és 167 lakossal említik. Az új Urunk mennybemenetele kápolnát 1860-ban építették. 

Az első katonai felmérés térképén „Alt Capela” néven található. A gradiskai ezredhez tartozott. Lipszky János 1808-ban Budán kiadott repertóriumában „Kapella (Sztara)” néven szerepel. Nagy Lajos 1829-ben kiadott művében „Kapella (Sztara, Vetus, Alt)” néven 32 házzal, 169 katolikus vallású lakossal találjuk. A katonai közigazgatás megszüntetése után 1871-ben Pozsega vármegyéhez csatolták.
A településnek 1857-ben 158, 1910-ben 124 lakosa volt. Az 1910-es népszámlálás szerint lakosságának 99%-a horvát anyanyelvű volt. Pozsega vármegye Újgradiskai járásának része volt. Az első világháború után 1918-ban az új szerb-horvát-szlovén állam, majd később (1929-ben) Jugoszlávia része lett. A település 1991-től a független Horvátországhoz tartozik. 1991-ben lakossága horvát nemzetiségű volt. 2011-ben 15 lakosa volt.

## Lakossága
| Lakosság változása | Lakosság változása | Lakosság változása | Lakosság változása | Lakosság változása | Lakosság változása | Lakosság változása | Lakosság változása | Lakosság változása | Lakosság változása | Lakosság változása | Lakosság változása | Lakosság változása | Lakosság változása | Lakosság változása | Lakosság változása |
| ------------------ | ------------------ | ------------------ | ------------------ | ------------------ | ------------------ | ------------------ | ------------------ | ------------------ | ------------------ | ------------------ | ------------------ | ------------------ | ------------------ | ------------------ | ------------------ |
| 1857               | 1869               | 1880               | 1890               | 1900               | 1910               | 1921               | 1931               | 1948               | 1953               | 1961               | 1971               | 1981               | 1991               | 2001               | 2011               |
| 158                | 127                | 109                | 122                | 109                | 124                | 143                | 170                | 164                | 164                | 157                | 102                | 62                 | 38                 | 25                 | 15                 |

## Nevezetességei
Urunk mennybemenetele tiszteletére szentelt kápolnáját 1860-ban építették. Értékes oltárképe van.

## Gazdaság
Mára az egész falu átalakult „öko-etno faluvá”. A faluban még meglevő házakat helyreállították és a falu egyre több turistát vonz. Ezzel a projekttel úgy tűnik, hogy sikerült megmenteni a falut a további pusztulástól.